# Лупаков Євген Олександрович

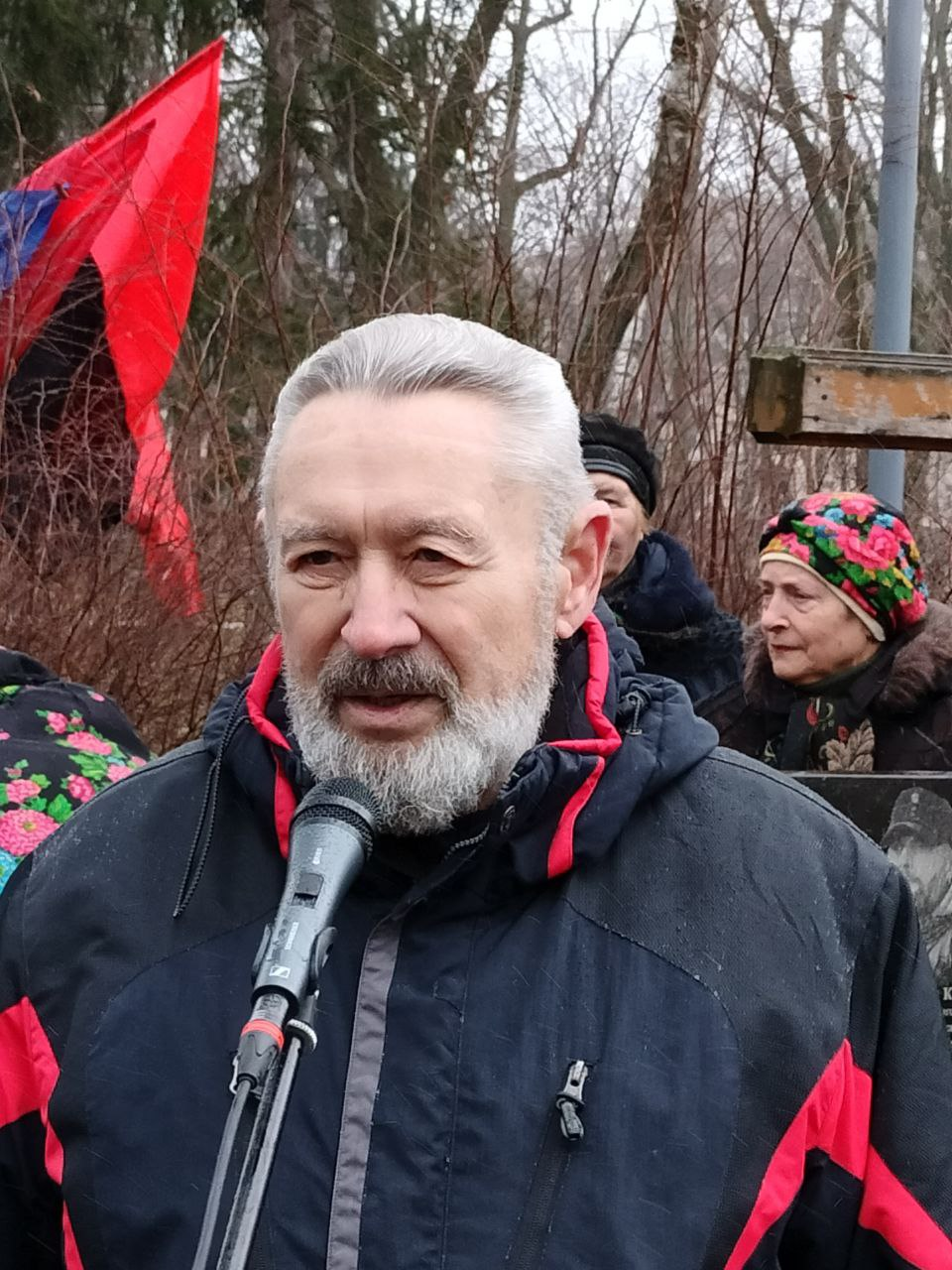
Євген Лупаков 18 лютого 2024 року у Маріїнському парку на вшануванні пам'яті загиблих учасників Революції Гідності

Євге́н Олекса́ндрович Лупако́в (нар. 26 вересня 1947, Нікополь, Дніпропетровська область) — український політик, військовик, громадський діяч. народний депутат України II скликання. Капітан 1-го рангу у відставці.

## Життєпис
Народився в українській робітничій сім'ї Лупакова Олександра Васильовича (нар. 1915) і Лупакової (Ігнатенко) Ганни Андріївни, (нар. 1924). Українець.
Дитинство минуло у Варварівці, колишньому райцентрі Миколаївської області, нині район м. Миколаїв. Там закінчив 9 класів середньої школи і як переможець обласної олімпіади з математики мав змогу навчатися далі в Київській спеціалізованій школі-інтернаті при Київському держуніверситеті імені Т. Шевченка, яку закінчив 1965 року, здобув фах математика-програміста. З жовтня 1965 по серпень 1966 року працював учителем математики й фізики в Новоандріївській 8-річній школі Миколаївської області.
У серпні 1966 року вступив на I факультет Вищого військово-морського училища радіоелектроніки ім. Попова, яке закінчив у червні 1971 р. за фахом військовий інженер з радіоелектроніки, зарахований у розпорядження Командувача Чорноморського флоту. З серпня 1971 р. службу проходив переважно на підводних човнах 14 дивізії ЧФ: був начальником РТС-командиром БЧ-4, старшим помічником командира підводного човна. В 1972 р. мав досвід служби на малому протичовновому кораблі в 20 «дикій» дивізії ОВР (охорони водного району) ЧФ. З жовтня 1978 р. по липень 1979 р. навчався на 6 Вищих спеціальних офіцерських класах ВМФ (підготовка командирів підводних човнів), після закінчення яких служив командиром підводного човна С-287 проєкту 613.
З вересня 1982 по червень 1984 року навчався на командному факультеті Військово-морської академії імені Гречка, після закінчення якої призначений заступником командира 155 бригади 14 дивізії підводних човнів (Балаклава) Чорноморського флоту. З червня 1986 року командир цієї бригади. З серпня 1988 року — заступник командира 14 дивізії підводних човнів ЧФ. Мав допуск до самостійного керування підводними човнами всіх проєктів дивізії та використання ядерної тактичної зброї (торпеди, ракети), яка, попри міжнародну заборону її використання в закритих морях (таким є і Чорне море), весь час перебувала на двох-трьох підводних човнах дивізії.
Пройшов вісім бойових служб на підводних човнах у Чорному, Середземному, Балтійському морях та в Атлантиці. Очолював групи бойових кораблів при ділових заходах у Лівію, а також під час військово-морських навчань у Болгарії та Румунії.
У лютому 1992 року вступив до Спілки офіцерів України (СОУ) і, бувши заступником командира 14 дивізії підводних човнів, разом зі своїми підлеглими на підводному човні «Б-871»-«Варшавянка» організував складання присяги на вірність українському народові (13.03.1992), за що наказом ГК ЗС СНД від 27.03.1992 року № 0445 звільнений з посади заступника командира 14 дивізії підводних човнів і зарахований у розпорядження Командувача ЧФ. Формально перебуваючи в розпорядженні Командувача ЧФ, самовільно виїздив до Києва для участі в роботі III з'їзду СОУ. З 04.04.1992 — представник Міністра оборони України на ЧФ, з 5 квітня очолив оперативну групу Севастопольської організації СОУ з підпорядкування ЧФ Україні, яка стала базовою для роботи в Севастополі з 7 квітня 1992 року державної комісії України по ЧФ на чолі з заступником Голови Верховної Ради України В. Дурдинцем і створення Організаційної групи Військово-морських сил України — для відродження ВМС України. Вже зарахованим до лав Збройних сил України, через деякий час був звільнений у запас із ЗС СНД (в яких ніколи й не служив) «без права носити однострої» (як державний злочинець).
З грудня 1992 по вересень 1994 року, згідно з рішенням Севастопольської організації СОУ та наказом Міністра оборони України, служив на посаді заступника начальника тилу ВМС України.
На парламентських виборах 1994 року балотувався по Вижницькому виборчому округу № 433 (перевиборах). У 1-му турі 20 листопада ніхто з кандидатів не набрав більш як 50 % голосів, через що на 4 грудня був призначений 2-й тур. У цьому турі Є. Лупаков посів перше місце, отримавши 55,36 % (36 979 голосів виборців) і став народним депутатом України 2-го скликання. 24 січня 1995 року обраний до складу Комітету Верховної Ради України з питань оборони та державної безпеки.
На парламентських виборах України 1998 року знову балотувався до Верховної Ради України — тепер в одномандатному окрузі № 122, але посів 7 місце з 21 (8 893 голосів, 6,59 %).
Член СОУ з 23 лютого 1992 року. З 12 грудня 1992 по травень 1995 року очолював Севастопольську організацію, а з грудня 1995 по березень 2007 року — Київську організацію СОУ, з 12 грудня 1992р. — заступник голови Спілки офіцерів України. На XXI з'їзді СОУ, який проходив у Києві 24 листопада 2012 р. обраний головою Спілки офіцерів України, з 23.11.2014 по 27.11.2016 — перший заступник голови СОУ. На XXIV з'їзді СОУ 27.11.16 обраний почесним головою СОУ.
З 2007 по 2009 рік — заступник голови Всеукраїнського об'єднання ветеранів України.
Неодноразово брав участь у заходах, які проводить «Соловецьке братство», зокрема в поїздках-прощах на міжнародні дні пам'яті в Сандармох (Республіка Карелія) та на Соловки (Архангельська область, Росія), а також у прощах на території України.
Член партії «Конгрес українських націоналістів» з жовтня 1998 року, з 1999 по 2007 рік — член Головного проводу, з листопада 2000 по червень 2005 року — член Президії Головного проводу, з грудня 1999 по 25 вересня 2003 року очолював Київську міську організацію КУН, потім до 2011 року — заступник голови цієї організації. ХІІІ Великим Збором КУН (партійними зборами), який відбувся 4 грудня 2010 року, обраний заступником голови КУН і знову членом Президії Головного проводу КУН.
Капітан 1 рангу (1986). Військовий пенсіонер з 07.01.1999 року.

## Нагороди
- Орден «За службу Батьківщині в Збройних Силах СРСР» III ст. (1987).
- Орден «За заслуги» ІІІ ст. (2017)
- Орден Святого Рівноапостольного Володимира Великого ІІІ ст. (2017)
- Орден Святого Рівноапостольного Володимира Великого ІІ ст. (2024)
- Орден Святого Юрія Переможця (2018)
- Орден Святителя і Чудотворця Миколая за відродження духовності  в Україні, відданість ідеалам добра та значний внесок у суспільне благо(21.05.24)
- Почесна грамота Верховної Ради України «за особливі заслуги перед Українським народом» (21.06.2011, № 518).
- Почесний знак «Організаційна група ВМС» (1993).

Медалі, відзнаки колишнього СРСР і ЗС України:
- Медаль «За безупречную службу в Вооруженных Силах СССР» (1981).
- Медаль «Ветеран Збройних сил СРСР» (1990).
- Відзнака «Ветеран військової служби» (1996).
- Медаль «15 років Збройним Силам України» (2006).

Відзнаки: Міністра оборони України «Знак пошани» (2006);
Командувача ВМСУ «25 років Військово-Морським Силам України» (2017);
СОУ: «Офіцерський хрест з мечами» (1996), «Хрест заслуги» (2006);      
Медалі: «25 років Незалежності України» (2016); «Будівничий України» (2017)
Почесна відзнака: «20 років Конституції України» (2016);
Нагрудний знак «Гідність та воля» (2016) — відзнака за активну участь в Євромайдані.
Медаль Патріарха Київського і всієї Руси–України Філарета «За жертовність і любов до України» (2015)